# Maik Möller

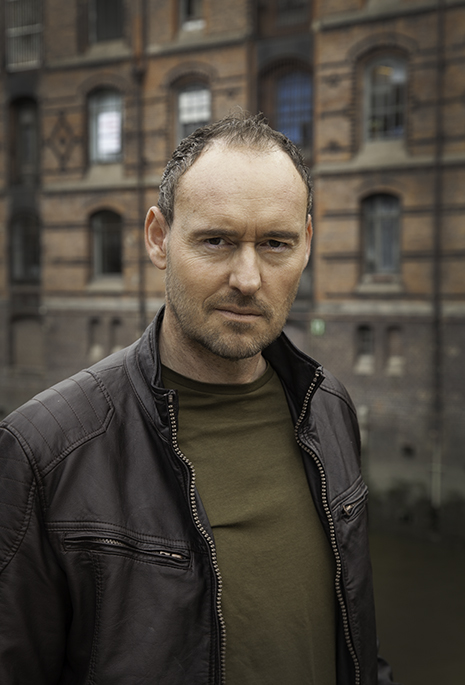
Maik Möller, 2014

Maik Möller (* 19. Oktober 1971 in Erfurt) ist ein deutscher Schauspieler.

## Leben
Möller wuchs in Thüringen auf und besuchte die Heinrich Rau Oberschule in Erfurt. 1998 verließ er Erfurt und arbeitete in den folgenden Jahren als Barkeeper und Model.
Im Alter von 31 Jahren zog Möller 2002 nach München, wo er eine dreijährige Schauspielausbildung absolvierte. 2004 stand er das erste Mal unter der Regie von Gero Erhardt für die ZDF-Krimiserie Der Alte vor der Kamera. Weitere Gastrollen in verschieden deutschen Produktionen (Alles außer Sex, Der Alte, Rosenheim-Cops, Polizeiruf 110, Marienhof, In aller Freundschaft – Die jungen Ärzte) folgten.
Möller trat in München in Stücken wie „Maria Magdalena“, „Doppelhaushälfte“, „Die Geschichte von St. Magda“ auf und ging auf Tournee mit „Des Teufels Buhlschaft“ oder in Schillers „Wilhelm Tell“ am kleinen Theater Schillerstraße in Geesthacht. Anfang 2017 stand er im Schmidt Theater Hamburg für die Sideshow, moderiert von Konrad Stöckel, das erste Mal mit seiner Kabarett-Figur Psychiater Lübke auf der Bühne. Im selben Jahr übernahm er eine Hauptrolle am Mephisto & Co-Theater Konstanz in dem Stück Intime Fremde.
2014 gründete er die Walking Actors Theater-& Filmproduktion. Hier entstanden die Eigenproduktionen „Sekt, Tulpen, Glück und die ganze Kacke“, „Maik’s Subkultur“, das Soloprogramm „Wie ein Schauspieler Hamburg entdeckte“ und das Kabarettprogramm „Psychiater Lübke klärt auf“. In allen Produktionen übernahm er auch die Regie.
Möller lebt in Berlin.

## Filmografie (Auswahl)

### Serien und Langfilme
- 2004: Der Alte: Mord hat seinen Preis (TV-Serie)
- 2005: Alles außer Sex (TV-Serie) Potsdam
- 2005: Der Alte: Tödliches Schweigen (TV-Serie)
- 2006: Rosenheim-Cops: Tod eines Ekels (TV-Serie)
- 2007: Polizeiruf 110: Jenseits (TV-Reihe)
- 2008–2009: Marienhof (TV-Serie)In aller Freundschaft – Die jungen Ärzte
- 2010: Unforgettable (Kino)
- 2012: Zeit der Namenlosen[7] (Dokumentarfilm mit Spielanteilen)
- 2020 Die Post-Zustellgenehmigung (Werbung)[8]
- 2020: In aller Freundschaft – Die jungen Ärzte (Folge 154) Regie: Hartwig van der Neut[9]
- 2021: In aller Freundschaft – Die jungen Ärzte (Folge 288) Regie: Sebastian Klees[10]
- 2023: THE MATCH-mesmerized (Serienpilot) Regie: Nik Sentenza[11]
- 2023: Das Küstenrevier-Sat.1 (TV-Serie) Regie: Axel Hannemann[12]
- 2025: In aller Freundschaft – Die jungen Ärzte (Folge 453) Regie: Janka Venus[13]

### Kurzfilme und Musikvideos
- 2015: Glücksfall (Kurzfilm)
- 2015: Irgendwo Zuhause (Kurzfilm)[14]
- 2016: Zwietracht (Kurzfilm)
- 2016: Falk: Weihnachtslied (Musikvideo)
- 2017: Götz Widmann: Was der Mond den Menschen zu sagen hat (Musikvideo)[15]
- 2017: Das letzte Mal (Kurzfilm)
- 2017: Ein Witz (Kurzfilm)[16]
- 2012 Zeit der Namenlosen (Dokumentarfilm)

## Theater (Auswahl)
- 2010: Des Teufels Buhlschaft (Tournee)
- 2010: Maria Magdalena (Theater Leo 17 – Theater in der Leopoldstraße)
- 2010: Rotkäppchen/Satire (Theater Leo 17 – Theater in der Leopoldstraße)
- 2011: Aufzeichnung aus einer Doppelhaushälfte (Halle 7 München)[17]
- 2011: Die Geschichte von St. Magda (Halle 7 München)[18]
- 2011: Wilhelm Tell (Kleines Theater Schillerstrasse Geesthacht)
- 2012: Der Teufel mit den drei goldenen Haaren (Bühne Morgenstern Tourneetheater)
- 2014: Ein bunter Strauß voll Leben (Hamburger Sprechwerk & Tournee)[19]
- 2015: Sekt, Tulpen, Glück und diese ganze Kacke (Kleines Theater Schillerstrasse Geesthacht)
- 2016: Troilus und Cressida (Akademie für Darstellende Kunst Baden-Württemberg)
- 2017: Intime Fremde (Theater Mephisto Konstanz)[20]

## Kabarett (Auswahl)
- 2016: Psychiater Lübke klärt auf/Kurzauftritt (Tangomatrix Hamburg)
- 2016: Psychiater Lübke klärt auf/Kurzauftritt (Kukuun Hamburg)
- 2017: Psychiater Lübke klärt auf/Kurzauftritt (Sankt-Pauli-Museum)
- 2017: Psychiater Lübke klärt auf/Kurzauftritt (Schmidt Theater Hamburg & Schmidts Tivoli Reeperbahn)
- 2017: Psychiater Lübke klärt auf/Kurzauftritt (Sankt-Pauli-Museum)
- 2019: Psychiater Lübke klärt auf/Kurzauftritt (Das Schiff)
- 2019–2020 Psychiater Lübke klärt auf/Spielzeit (Theater im Palais Erfurt)

## Moderation (Auswahl)
- 2016: Maik’s Subkultur (Tangomatrix Hamburg)
- 2016: Maik’s Subkultur (Kukuun Hamburg)
- 2017: Maik’s Subkultur (Sankt-Pauli-Museum)
- 2017: Maik’s Subkultur (Sankt-Pauli-Museum)
- 2018: Cosmossimo – Die Kunst vom Hörensagen (Tide TV Hamburg)
- 2018: Subkultur Macro (Tide TV Hamburg)
- 2019: Ignition Erfurt – AGILeLIGA[21]
- 2019: Subkultur Macro (Tide TV Hamburg)